# Búzi
El Búzi és un riu de Moçambic que creua les províncies de Manica i de Sofala d'oest a est, per desguassa a l'oceà Índic, al sud-oest de la ciutat de Beira, la segona del país; en desguassar forma un estuari.
La seva longitud és de 250 quilòmetres, amb una conca de 31.000 km². Al desaiguar deixa anar una mitjana de 79 metres cúbics per segon. Junt amb el riu Pungwe, les seves crescudes provoquen inundacions periòdiques.